# Koyil

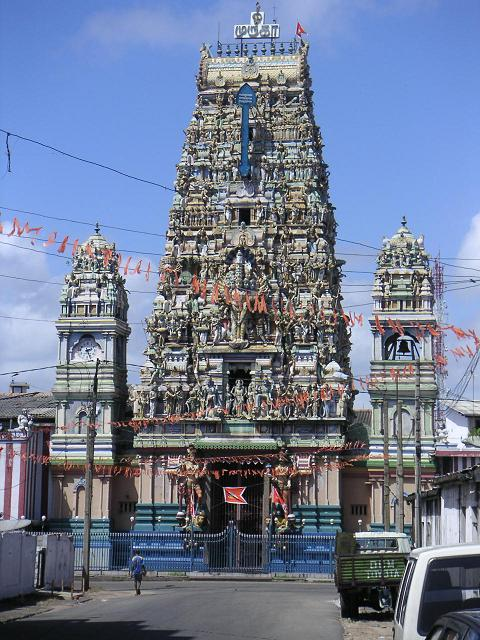
Świątynia hinduistyczna w Kolombo na Cejlonie.

Koyil (tamil. கோயில்) – świątynia hinduistyczna, zwłaszcza na południu Indii i Cejlonie, zbudowana w tzw. stylu drawidyjskim, odrębnym od stylu popularnego na północy Indii.

## Etymologia
Słowo „koyil” (ko+il) znaczy w przybliżeniu „miejsce Pana”, „u Pana”.
Niekiedy koyil bywa również podniośle nazywana ālayam (ஆலயம).